# Vinila von Bismark

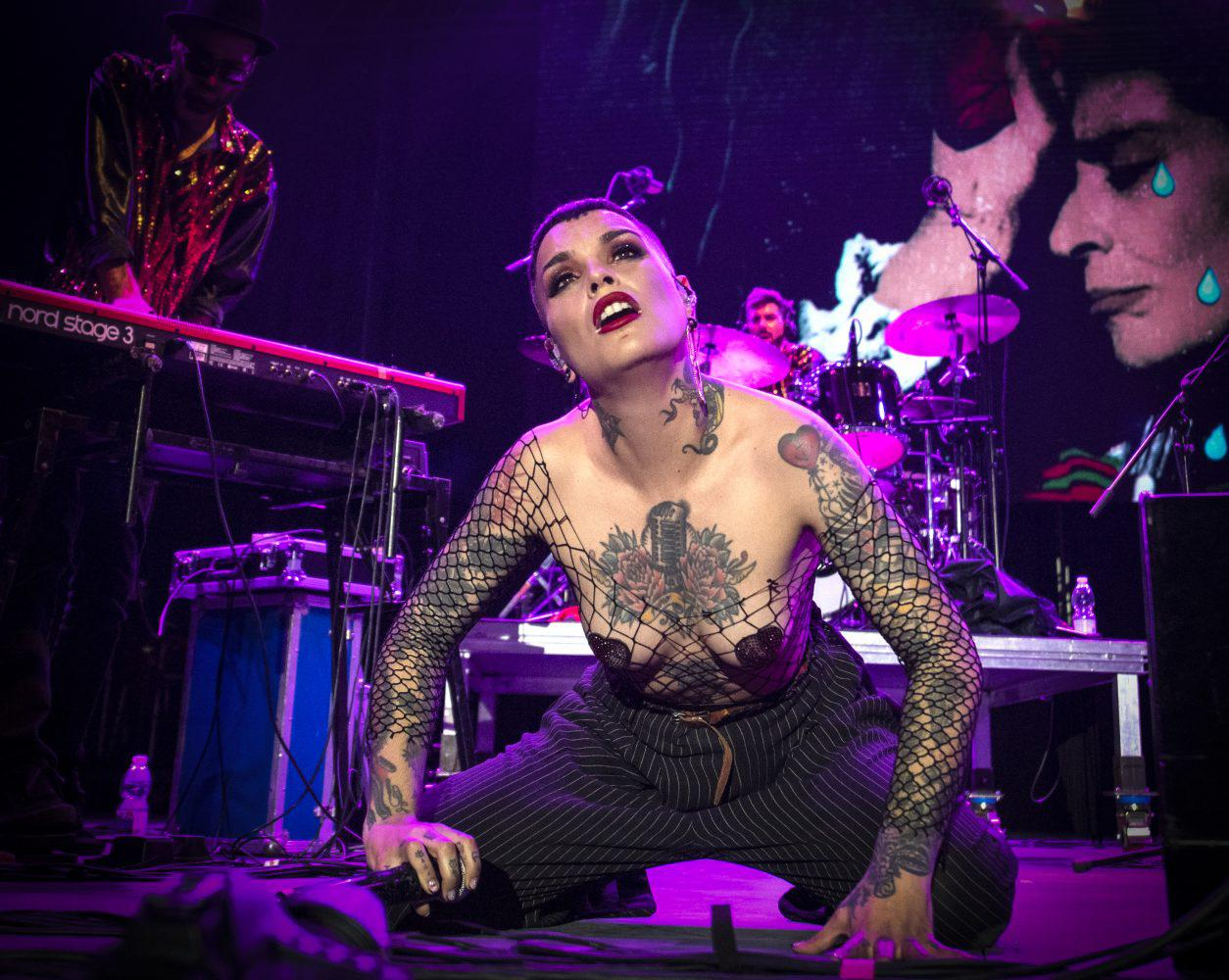
Vinila von Bismark (2019).

Vinila von Bismark (geboren 1986 in Granada als Irene López Mañas) ist eine spanische Neoburlesque-Performerin, DJ und Rock-Sängerin. Bekannt wurde sie durch ihre Auftritte in der Underground-Musikrevue The Hole 2, die Zusammenarbeit mit diversen Musikern sowie eine unterschiedliche Darbietungsarten vermischende Präsenz als Show-Auftrittsact und Sängerin.

## Leben und Karriere
Ihre Kindheit verbrachte Irene López Mañas in Andalusien. Der Vater arbeitete – so ihre Label-Biografie – als Bodybuilder. Die Mutter war eine Cabaret-Künstlerin, bei deren Touren sie früh Bekanntschaft mit dem Show-Geschäft machte. Bereits im Alter von vierzehn absolvierte sie Auftritte als DJ im Industrial Copera, Anfang der 1990er einer der größten Clubs in Granada. Eine weitere Erfahrung war – so die Künstlerbiografie auf der Webseite ihres Labels – der Kontakt zu dem Punk-Kollektiv Freak Factory. Mitte der Neunziger zog Irene López Mañas nach Madrid mit der Absicht, im Bereich Retropop und Burlesque eine musikalische Karriere aufzubauen. Dort arbeitete sie unter anderem mit Künstlern wie Alberto García-Alix, Jaume de la Iguana sowie der Performance-Gruppe Poison Dolls zusammen.
Aktiv zu jener Zeit unter dem Pseudonym Iranella, entschied sich Irene López Mañas 2005, fortan unter dem Künstlernamen Vinila von Bismark zu agieren. Die Idee entstand anlässlich einer Party. Der neue Name sollte – so Vinila von Bismark – ihre „aristokratische Grundhaltung“ unterstreichen sowie ihre Vorliebe für das deutsche Cabaret. Musikalisch bevorzugte sie bei ihren Burlesque-Shows alte Vinylplatten aus ihrer Zeit als DJ sowie die dazugehörigen Vintage-Musikstile: Jazz, Swing sowie klassischen Rock ’n’ Roll. Ihre ersten Gesangsauftritte absolvierte sie mit der Punkrock-Formation Krakovia, in die sie – nach dem Tod der Sängerin Petra Flurr – 2008 neu einstieg. 2010 erfolgte eine stilistische Umorientierung hin zu Rock ’n’ Roll, Rockabilly und Retro-Swing. Mit dem Rockabilly-Trio The Lucky Dados veröffentlichte sie 2010 ihre erste CD, The Secret Carnival.
Auch nach dem Debütalbum verfolgte Vinila von Bismark eine mehrgleisige Karriere – einerseits als Burlesque-Performerin, andererseits als Musikerin und Sängerin mit unterschiedlichen Formationen und Gastmusikern. Seit 2013 war sie Bestandteil der Underground-Musikrevue The Hole 2. 2014 folgte das Langalbum A Place With No Name. Als Single-Auskoppelungen erschienen die Stücke Ali Baba und Snake. Weitere Singles waren Pena, Penita, Pena! (2015) und Corazon de Goma (2016). Pena, Penita, Pena! war eine Neuinterpretation des gleichnamigen Lola-Flores-Schlagers aus dem Jahr 1964, Corazon de Goma eine Koproduktion zusammen mit der Flamenco-Pop-Formation Estricnina und Single-Auskoppelung aus deren Album Hemos Visto Cosas Que Harian Vomitar A Un Murcielago. Als drittes Langalbum folgte 2017 die Produktion Motel Llamado Mentira. Anders als die Veröffentlichungen zuvor offerierte das dritte Album eine stärker von traditionellen Klängen geprägte Stilpalette – mit Texten, die teilweise in der andalusischen Lokalsprache Granaíno verfasst waren. Single-Auskoppelung war das Stück Sólo Para Mí – ein mit Reggae-Rhythmen unterlegter Flamenco-Song, den Vinila von Bismark zusammen mit der Sängerin La Mari aufgenommen hatte.

## Medienresonanz
Als Burlesque-Performerin, Revue-Act und Sängerin ist Vinila von Bismark seit Ende der 2000er-Jahre regelmäßig Thema in den Kulturteilen spanischer Medien. Die Webseite heraldo.es bezeichnete sie als das „neue Sex-Symbol der spanischen Rockmusik“. Ihre stilistisch-stimmliche Performance verortete heraldo.es-Autor Matías Uribe irgendwo zwischen Madonna, Rita Hayworth und Debbie Harry. Von Bismark selbst führte in einem Interview Lola Flores als Idealpartnerin auf für ein Duett; darüber hinaus liebe sie die Musik der Trance-Formation Dead Can Dance. Als wichtige musikalische Bezugspunkte führt sie Retro und Vintage auf – also die Orientierung an klassischen Burlesque-Stilrichtungen der 1950er und 1960er. Darüber hinaus treibe sie Sport, versuche, sich gesund zu ernähren und habe an sich den Anspruch, körperlich den Erfordernissen einer Zirkuskünstlerin gerecht zu werden.

## Diskografie

### Alben
- The Secret Carnival (mit The Lucky Dados; 2010; Subterfuge Records)
- A Place With No Name (2014; Subterfuge Records)
- Motel Llamado Mentira (2017; Cachucha Records)

### Singles
- Snake (2013; Subterfuge Records)
- Ali Baba (2013; Subterfuge Records)
- Electrify (2014; Subterfuge Records)
- Mon Amour (mit Legendary Tiger Man; 2014; Subterfuge Records)
- Pena, Penita, Pena! (2015; Subterfuge Records)
- Corazon de Goma (mit Estricnina; 2016; Satélite K – KZoo Music)
- Luna Lunera (mit Dellafuente; 2017; Cachucha Records)
- Solo para mí (mit La Mari; 2017; Cachucha Records)

### Sampler und Compilations
- Vinila Remixes (2016; Subterfuge Records)